# Bocchoris rufiflavalis
Bocchoris rufiflavalis là một loài bướm đêm trong họ Crambidae.